# Riding with the King
Albums de Eric Clapton & B. B. King
Clapton Chronicles: The Best of Eric Clapton
(1999) Reptile
(2001)
Riding with the King est un album d'Eric Clapton et de B. B. King sorti en 2000.

## Historique
La pochette de l'album représente les deux artistes dans une voiture tous deux accompagnés d'une guitare. L'idée de cette association pour un album est venue en 1997 durant l'enregistrement de l'album Deuces Wild de B.B. King.
Il s'agit de leur première collaboration sur tout un album.
Le disque a reçu en 2000 un Grammy Award du meilleur album de blues traditionnel. Il a atteint la première place du Billboard dans la catégorie des albums blues et certifié deux fois Multi-platine (2x disque de platine) aux États-Unis. Riding with the King est également paru sous forme de DVD-Audio en 2000, comprenant des enregistrements de meilleure qualité et un son Surround 5.1.
L'album fut globalement bien reçu par les critiques, bien que certains pensaient que l'album aurait pu être meilleur et que le son était trop propre pour un album de blues.

## Liste des titres
| No  | Titre                             | Durée |
| --- | --------------------------------- | ----- |
| 1.  | Riding with the King              | 4:23  |
| 2.  | Ten Long Years                    | 4:40  |
| 3.  | Key to the Highway                | 3:39  |
| 4.  | Marry You                         | 4:59  |
| 5.  | Three O'Clock Blues               | 8:36  |
| 6.  | Help the Poor                     | 5:06  |
| 7.  | I Wanna Be                        | 4:45  |
| 8.  | Worried Life Blues                | 4:25  |
| 9.  | Days of Old                       | 3:00  |
| 10. | When My Heart Beats Like a Hammer | 7:09  |
| 11. | Hold On! I'm Comin'               | 6:20  |
| 12. | Come Rain or Come Shine           | 4:11  |

## Musiciens
- Eric Clapton (chant, guitare)
- B. B. King (chant, guitare)
- Doyle Bramhall II (guitare, chant)
- Andy Fairweather-Low, Jimmie Vaughan (guitare)
- Joe Sample (piano)
- Tim Carmon (en) (orgue)
- Nathan East (basse)
- Steve Gadd (batterie)
- Susannah Melvoin (en) (chant)
- Wendy Melvoin (chant)